# Патріархальна теорія походження держави
Патріархальна теорія походження держави — вчення, що розглядає державу як продукт розвитку сім'ї.
В основі концепції лежать уявлення про виникнення держави з родини, а громадської та державної влади — з влади батька сімейства.
До найбільш відомих представників патріархальної теорії походження держави можна віднести Конфуція, Аристотеля, Філмера, Михайловського та ін. Вони обґрунтовують той факт, що люди — істоти колективні, які прагнуть до взаємного спілкування, що приводить до виникнення сім'ї. В подальшому, розвиток і розростання сім'ї в результаті об'єднання людей і збільшення числа цих сімей призводять до утворення держави.
Представники цієї доктрини спрощують процес походження держави, по суті справи, екстраполюють поняття «сім'я» на поняття «держава», а такі категорії, як «батько», «члени сім'ї», необгрунтовано ототожнюють відповідно з категоріями «володар», «піддані».
Головною функцією сім'ї є відтворення роду і спільне життя. А держава покликана виконувати зовсім інші функції.